# Gustaf Falk
Gustaf Falk, född 7 augusti 1853 i Norrvidinge, död 6 november 1888 i Stockholm, var en svensk porträttmålare.
Falk var son till skolmästaren Per Falk och Brita Holmbäck. Han visade tidigt stora anlag som porträttmålare. Falk var huvudsakligen verksam i Lund och Norrvidingetrakten. 